# 会田龍雄
会田 龍雄（あいだ たつお、明治4年11月21日（1872年1月1日） - 昭和32年（1957年）12月16日）は、日本の生物学者、遺伝学者。
1903年 - 1941年、京都高等工芸学校(現・京都工芸繊維大学)教授。1932年、帝国学士院賞受賞。

## 経歴
京都市出身。1872年、有栖川宮家に剣客として仕えた勤王派の父（福島県、矢吹出身）と外科医の娘である母（京都市出身）のあいだに長男として生まれる。銅駝校（小学校）、京都府尋常中学校、第三高等学校を経て、帝国大学理科大学動物学教室に入学、飯島魁に師事。同教室を1896年卒業後、1898年、第五高等学校（熊本）教授。この時同僚に夏目漱石がいた。1903年実家のある京都に戻り、京都高等工芸学校教授。
島津製作所初代社長・島津源蔵の援助によって、京都の自宅の庭に水槽などの実験用設備を整え、メダカの色素の遺伝について精密な交配実験を行った。高等工芸には1週間に1日出勤すればよかったので、自宅でのびのびと研究することができたという。シロメダカの体色が限性遺伝という遺伝様式に従うことを発見し、Y染色体には遺伝子が含まれていない、とした当時の常識をくつがえした。実験結果は、日本の学会には発表せず、アメリカの専門学術雑誌に直接発表した。メダカを実験材料とした遺伝学について、その他にも多くの業績をあげ、1932年帝国学士院賞。
父親譲りの山岡流剣道の達人でもあった。多趣味で、刀剣鑑定、弓道、狩猟、書などにも通じていた。
なお、「アーロン収容所」などの著作で知られる会田雄次（京都大学教授、西洋史）は彼の次男である。会田雄次は「新選組とメダカ学者」という文章で、彼の父祖の歴史を紹介している（中央公論、昭和42年、3月号、248-254）。